# Oxyodes samoana
Oxyodes samoana là một loài bướm đêm trong họ Noctuidae.